# الأحياء الدقيقة لداء اللايم

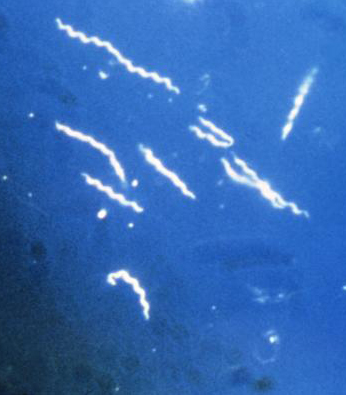
بوريليا برغدورفيرية العامل الأساسي لداء اللايم (داء البورليات). الصورة مكبرة 400 مرة.

داء لايم، أو داء البورليات، تسببه البكتيريا الملتوية من جنس البورليا والتي لديها ما يقارب 37 نوعا، 12 نوعا منها لها صلة بداء لايم، ولا يزال عدد غير معروف من السلالات الجينية. البوريليا المعروف عنها التسبب بمرض لايم وتعرف ببوريليا برغدورفيرية.
تتغذى البوريليا على القليل من الأكسجين، وهي بطيئة النمو وهذا هو السبب الرئيسي لتأخر تشخيص المريض بداء لايم – واكتشف أن لديها تنوع كبير في السلالات أكثر مما تم اكتشافه. وهذه السلالات تختلف في ظهور الأعراض  والتوزيع الجغرافي.
باستثناء البوريليا الراجعة (التي تسبب الحمى الراجعة والتي تنتقل عن طريق القمل) فيعتقد أن جميع الأصناف الأخرى من البوريليا تنتقل عن طريق القراد.

## الانواع والسلالات
حتى وقت قريب، كان يعتقد أنه هناك ثلاثة أنواع فقط من المجموعات المورثة المسببة لداء لايم وهي: بوريليا برغدورفيرية (النوع الأكثر انتشاراً في أمريكا الشمالية ويتواجد أيضاً في أوروبا) وبوريليا أفزلية وبوريليا هرمسية (كلاهما ينتشران في أوراسيا). يوجد في المركز الوطني لمعلومات التقنية الحيوية عشرة مجموعات مورثة كاملة من سلالات البوريليا البرغدورفيرية والبوريليا الأفزلية والبوريليا الهرمسية منذ فبراير 2013. 

### أنواع جينية ناشئة
- بوريليا. فالسيانا اكتشفت كنوع جيني من السلالة VS116 , وسميت بذلك سنة. بعد ذلك تم اكتشافها في السائل الدماغي الشوكي للإنسان بواسطة تفاعل البوليميراز المتسلسل. بوريليا فالسيانا تم رصدها في أوروبا وفي غرب آسيا.[5]

بعض الأنواع الجينة المكتشفة حديثاً تسبب أمراضاً في البشر:
- بوريليا برتغالية [6] في أوروبا (خصوصاً البرتغال) وشمال أفريقيا وآسيا.
- بوريليا بيستي [7][8] في الولايات المتحدة وأوروبا.
- بوريليا سبيلمانية [9][10] في أوروبا.

بعض ألأمواع الجينية الأخرى من البوريليا البرغدورفيرية يحتمل أنها تسبب مرضاً لكن لم يتم تأكيد ذلك بواسطة الزرع، وتتضمن بوريليا يابانية وبوريليا تانوكية وبوريليا توردي (اليابان) وبوريليا صينية (الصين) بوريليا أندرسونية (الولايات المتحدة). بعض الأنواع المحمولة مع القراد لا يعرف عنها حملها لداء لايم حالياً. 
بوريليا مياموتوي الملتوية (المتعلقة بالحمى الراجعة) متهمة بتسبيبها للمرض في اليابان.

### بوريليا لونستارية
بعيداً عن ما ذكر من الأنواع المتقاربة جينياً،  هناك أنواع مهمة أخرى من البوريليا ومن ضمنها:

## علم الأوبئة
داء لايم ينتشر بشكل كبير في المناطق المعتدلة في نصف الكرة الشمالي، وقد تم رصد حالات أخرى متفرقة في مناطق أخرى من العالم.
عدد حالات داء البورليات التي يتم رصدها في تزايد خصوصاً في بعض مناطق أمريكا الشمالية. حسب دراسة المركز الأمريكي للمكافحة الامراض واتقائها، نسبة عدوى مرض اللايم هي 7.9 حالة لكل مئة الف شخص، في الولايات العشر التي ينتشر فيها داء اللايم معدل الحالات كان 31.6 حالة لكل مئة الف شخص لعالم 2005. رغم أنه تم رصد الوباء في 49 ولاية من الخمسين ولاية (عدى هاواي) حوالي 99 ٪ من الحالات المرصودة تنتمي فقط لخمس مناطق جغرافية (نيو إنجلاند وإقليم الأطلسي الأوسط والإقليم الأوسط الشمالي الغربي إقليم الأطلسي الجنوبي والإقليم الأوسط الشمالي الغربي).
حالات القراد الموبوء بالبوريليا البرغدورفيرية في أوروبا وجدت غالبا في النرويج وهولندا وألمانيا وفرنسا وإيطاليا وسلوفينيا وبولندا ولكن تم حصر جميع الحالات في كل دول القارة.احصائيات داء اللايم توجد في هذا الموقع:
- :http://www.eurosurveillance.org/ew/2006/060622.asp

القراد الموبوء بالبوريليا البرغدورفيرية وجد كثيرا في اليابان وشمال غرب الصين وشرق روسيا. وتم حصرها في منغوليا أيضا.
نسبة حدوث الأمراض المنقولة بواسطة القراد في أمريكا الجنوبية في ارتفاع. القراد الحامل للبوريليا البرغدورفيرية وأيضاً أمراض البشر والحيوانات المنقولة بواسطة القراد تم رصدها باتساع في البرازيل، لكن السلالات الحديثة من البوريليا لم يتم التعرف عليها حتى الآن. أول حالة تم الإبلاغ عنها لداء اللايم في البرازيل كانت في عام 1993 في ساو باولو. تم التعرف على مستضدات البوريليا البرغدورفيرية الموجودة في المرضى في كولومبيا وبوليفيا.
تم التعرف عليها أيضا في شمال افريقيا وتحديدا في المغرب ومصر والجزائر وتونس.
في غرب وجنوب الصحراء الكبرى في افريقيا، تم التعرف على الحمى الناتجة من القراد الناقل للأمراض على مدى أكثر من قرن. بسسب قيام الطبيبين البريطانيين جوزيف إيفرت دوتون وجون تود لانسلوت في عام 1905 بعزل الحالات. ظاهرة البورليه كداء اللايم في هذه المنطقة غير معروفة حتى الآن، لكن الادلة توحي بان المرض قد يصيب البشر في الصحراء الكبرى. كثرة المستضيفين وناقلي القراد قد تزيد من وجود العدوى في افريقيا. وفي شرق افريقيا تم رصد حالاتين من داء اللايم تحديدا في كينيا.

## في أستراليا
لا يوجد دليل قاطع على وجود البوريليا البرغدورفيرية أو أية حالة من القراد الناقل للمرض الذي قد يكون مسوولا عن متلازمة محلية متعلقة بداء اللايم. وجود داء اللايم في أستراليا مثير للجدل. تم رصد عدد من حالات التهاب النخاع المستعرض في أستراليا بسبب قدومها مع المسافرين من قارات أخرى.

## دورة الحياة
دورة حياة بوريليا برغدورفيرية معقدة وتتطلب القراد وأنواع قادرة على حمل البكتيريا (عادةً القوارض الصغيرة). الفئران هي المستضيف الأولي لهذه البكتيريا.
القراد القاسي له تاريخ حياتي متعدد ومختلف لتحسين فرصهم في الإتصال مع المضيف المناسب لضمان البقاء على قيد الحياة. مراحل
حياة القراد الناعم لا يمكن تمييزها بسهولة. يفقس من البيضة في المرحلة الأولى إلى يرقة ذات ستة أرجل، ثم يتغذى على الدم من المضيف ليتحول إلى مرحلة الحورية الأولى. على عكس القراد القاسي العديد من القراد الناعم  يدخل عدة مراحل من مراحل من الحورية، ويزيد حجمها تدريجيا حتى يصل إلى مرحلة البلوغ.
دورة حياة القراد الغزالي غالباً تسمى دورة الحياة المتأخرة، وتضم ثلاث مراحل للنمو اليرقة والحورية والبلوغ.
دورة الحياة التي تشمل المستودع الطبيعي والعدوى لعدة مستضيفين تم توسيعها في الآونة الأخيرة  لتشمل أشكال البكتيريا الملتوية التي تختلف من البكتيريا ذات شكل المفتاح المتحرك والتي تشمل أشكال شبيهه بجبلة كرية كيسية (بكتيريا عديمة الغلاف) والأشكال الحبيبية المكورة من الجوانب والعصويات المستقيمة الغير ملتوية غير المتحركة، وهذا بسبب طفرات فلاجينية. نموذج حياة المتصورة الوبالية ذات المظهر الجانبي (الملاريا) متعدد المراحل والذي يتمثل في مختلف المستضيفين من الحشرات والثدييات هو نموذج فرضي شبيه لدورة حياة البوريليا الملتوية الحلزونية المعقدة.
في حين أن البوريليا البرغدورفيرية هي الأكثر ارتباطا مع القراد الغزالي والفئران بيضاء القدم. فكل من القوارض والطيور تكون خازنات مختصة بالبوريليا البرغدورفيرية، والبورليا أفزيلي غالبا تكتشف في القراد المتغذي على القوارض، والبورليا فالايسيانا تبدو مرتبطة بالطيور.
مقاومة الأنواع الجينية المختلفة من  لولبيات داء اللايم للنشاط المضاد للبكتيريا لنظام المتممات في الجهاز المناعي  للمستضيف قد يمكن من تحديد الارتباط والعلاقة بينها وبين المستضيف.

## الخصائصالجينومية
في عام 1995 , جينوم البوريليا البرغدورفيرية (سلالة بي 31) كان ثالث جينوم ميكروبي يكتشف تسلسله، آتياً بعد السلالات لبكتيريا المستدمية النزلية وبكتيريا المفطورة التناسلية (ميكوبلاما جينتاليوم). والكروموسومات في البوريليا البرغدورفيرية تحتوي على 910,725 أزواج قاعدية و853 جين. الجينوم الغير أعتيادي هو من أكبر الصفات المفاجئة للبوريليا البرغدورفيرية مقارنة بالبكتيريا الإخرى فهو أكثر تعقيدا من شبيهه بكتيريا اللولبية الشاحبة (العامل المسبب لمرض الزهري). جينوم البوريليا البرغدورفيرية (سلالة بي 31) يحتوي على كرموسوم خطي (يتكون من خيط واحد)، و21 بلازميد (12 خطية و9 حلقية) فحتى الآن يعد هذا أكبر عدد للبلازميدات
التي وجدت في أي نوع من البكتيريا. تبادل الجينات (يتضمن نقل البلازميدات) يمثل أحد الأسباب
التي تجعل هذا الكائن مسببا للأمراض. وجود البكتيريا لوقت طويل أدى إلى خسارة بعض البلازميدات والتغييرات في تعبير البروتين، وفقدان البلازميدات يؤدي إلى خسارة قدرة الكائن
في التأثير على حيوانات التجارب المخبرية وإصابتها. مما يدل على أن البلازميدات هي الجينات الرئيسية المشاركة في الفوعة (حدة الجرثوم).
التحاليل الكيميائية لغشاء البوريليا البرغدورفيرية الخارجي أظهر أن الغشاء يتكون من 46 % بروتينات، و51 % دهون، و3% كربوهيدرات.

## التركيب والنمو
بكتيريا (ب.بورجدورفيري) مميزه جدا، متحركه، تتكون من غشائين مزدوجين، ملتويه ومسطحه، يتراوح طولها ما بين 9 إلى 32 ميكرومتر. بسبب غشائها الداخلي المزدوج، كثيرا ما توصف بانها سلبيه الغرام على الرغم من اصطباغها بصبغة خفيفة، الاغشية البكتيرية في بكتيريا (بورجدورفيري) (ن 40)، (ب 31) (ن ل للبلكتيريا سلبية الغرام. 303) لا تحتوي على دهون عديدة السكريات. ومع ذلك فقد تم العثور على مكونات مشابهة للدهون عديدة التسكر في غشاء السلالة B31. (ب.بورجدورفيري) كائنات قليلة الحاجة للهواء، لذلك تتطلب قليلاً من الاكسجين من اجل البقاء. خلافا لمعظم البكتيريا. بكتيريا (ب.بورجدورفيري) لا تحتوي علي الحديد مما يجعلها تتغلب على صعوبة الحصول على الحديد أثناء العدوى. وهي تعيش بصورة أساسية خارج الخلايا على الرغم من أنها قد تختبئ داخل الخلايا في المختبر.
تحتوي بكتيريا (ب.بورجدورفيري) على الاسواط وذلك يساعدها على الحركة بفعالية خلال الانسجة اللزجة وتعد كأحد العوامل الممرضة. 
(ب.بورجدورفيري) تنمو ببطء شديد في زمن يتراوح مابين 12 إلى 18 ساعة خلاف العديد من البكتيريا المسببه للامراض الأخرى مثل البكتيريا العقدية الكروية و الكروية العنقودية التي تنمو خلال 20 إلى 30 دقيقة. وبما ان العديد من المضادات الحيوية تقتل البكتيريا، داء اللايم يتطلب دورات علاج أطول نسبيا.

## بروتينات الغشاء الخلوي
غشاء بكتيريا بوريليا برغدورفيرية الخلوي يتكون من بروتينات خلوية فريدة تنقسم إلى بروتينات خلوية A وبروتينات خلوية.F هذه البروتينات الخلوية بروتينات دهنية معلقة بالغشاء الخلوي بواسطة حمض دهني. وهذه البروتينات تلعب دورًا هامًا في في نقل، بقاء وتفوع حشرة قراد الغزال.
البروتينات الخلوية OspA, OspB وOspD تتمظهرعلى بكتيريا بوريليا برغدورفيرية التي توجد في قناة قراد الغزال الهضمية مما يشير إلى أنها تعزز استمرار البكتيريا الحلزونية في القراد بين وجبات الدم.
أثناء الإرسال إلى المضيفات الثدية، عندما تبدأ القراد الحورية بالتغذية تبدأ البكتيريا اللولبية في معدتها بالتكاثر بسرعة، معظم البكتيريا الحلزونية تتوقف عن التعبير عن البروتينات الخلوية A على سطحها. مع اختفاء البروتينات الخلوية A تبدأ البكتيريا الحلزونية بمعدة قراد الغزال بإظهار عن البروتينات الخلوية C ثم تنتقل إلى الغدة اللعابية. زيادة البروتينات الخلوية C تبدأ خلال اليوم الأولى للتغذية ويصل إلى أعلى مستوياته بعد 48 ساعة من التعلق. 
جينات البروتينات الخلوية A وB ترمز لبروتينات الغشاء الخارجي الرئيسي ل“بوريليا برغدورفيرية”. كلا البروتينين Aو B يظهران درجة عالية في التشابه التسلسلي، مما يدل على ازدواجية حدثت في مدة زمنية قريبة. تقريبا كل اللولبيات في معدة حورية القراد تظهر البروتينات الخلوية A. البروتينات الخلوية A تعزز ارتباط بكتيريا بوريليا برغدورفيرية ببروتين حشرة قراد الغزال TROSPA، وهو موجود على خلايا الحشرة الظهارية[53]. يوجد للبروتينات
الخلوية Bأيضا دور أساسي في ارتباط  بكتيريا بوريليا برغدورفيرية  بأمعاء القراد. على الرغم من تبين أن
البروتينات الخلوية D تعمل على الارتباط بأمعاء حشرة قراد الغزال في المختبر (وكذلك البروتينات الخلوية A وB)، فإنه ليس بالضروري للارتباط بأمعاء حشرة قراد الغزالأو استعمارها، وليس مطلوباً لإصابة البشر.
البروتينات الخلوية C وFهي مستضدات قوية؛ يتم الكشف عن وجودها من قبل المضيف مما يحدث استجابة مناعية. في حين أن كل الخلايا البكتيرية الفردية تحتوي على نسخة واحدة فقط من جينات البروتينات الخلوية C، تسلسل الجينات من البروتينات الخلوية C بين سلالات مختلفة داخل كل من أنواع مرض لايم الرئيسية الثلاثة متغير بدرجة كبيرة. البروتينات الخلوية C تلعب دورا أساسيا خلال المراحل المبكرة لإصابة الثديات. في المصابين بقراد الغزال الذي يتغذى على الثدييات، قد تكون البروتينات الخلوية C ضرورية أيضا للسماح لبكتيريا بوريليا برغدورفيرية بالتعلق بالغدة اللعابية وغزوها، بعد خروجه من القناة الهضمية، وإن لم تكن جميع الدراسات تتفق على مثل هذا الدور للبروتين. البروتينات الخلوية C ترتبط ببروتين حشرة قراد الغزال اللعابي Slap 15 الذي يحميالبكتيريا الحلزونية من نظام المتممة واضعاف وظيفة الخلايا الجذعية. 
البروتينات الخلوية E والبروتينات الخلوية F اكتشفت بالبداية في بكتيريا بوريليا
برغدورفيرية سلالة N40. يتم ترتيب جينات البروتينات الخلوية E وترتيبها هيكليا جنبا إلى جنب كوحدة واحدة تحت سيطرة أحد محفز مشترك واحد. السلالة الواحدة من بكتيريا بوريليا برغدورفيرية  تحمل نسخاً متعددة ومترابطة من الموقع الكروموسومي ospEF، والتي يشار إليها مجتمعة ب Erp. في بكتيريا بوريليا برغدورفيرية السلالات B31 و297، أكثر المواقع الكروموسومية لErp  تحتل نفس الموقع على نسخ متعددة من البلازميد cp32 المتواجد في هذه السلالات. ويتكون كل موضع من واحد أو اثنين من هذه الجينات (Erp). عند وجود اثنين من هذه الجينات، فإنها تنسخ  كمشغل واحد، وإن كان من الممكن في بعض الحالات لمحفز داخلي في الجين الأول نسخ الجين الثاني. وجود بروتينات Erp مهم للسماح لبكتيريا بوريليا برغدورفيرية بالتهرب من القتل بواسطة نظام المتممات البديل لمجموعة واسعة من المضيفات الحيوانية المحتملة، بروتينات Erp أظهرت أنماط ارتباط مختلفة بالعامل H (منظم نظام المتممات) في حيوانات المختلفة. ومع ذلك، فقد تبين أن وجود عامل H ليس ضرورياً لتمكين بكتيريا بوريليا برغدورفيرية من إصابة الفئران، مما يشير إلى أن برويتينات Erp لديها وظيفة إضافية.

## طرق واليات البقاء
مع أن بكتيريا البرويليا برغدورفيرية تتأثر بعدد من المضادات الحيوية في المختبر، إلا أن التقارير تظهر عكس ذلك عند التعرض للمضادات في أجسام المخلوقات الحية فقد تستمر البرويليا برغدورفيرية بالبقاء في أجسام البشر والحيوانات لأشهر أو سنوات عديدة.
وتقترح بعض الدراسات أن العدوى تستمر حتى بعد استخدام المضادات الحيوية كعلاج، ولكن البعض الآخر يقترح العكس مصرحاً بأن المضادات الحيوية تقضي على العدوى والالتهابات بشكل سريع.
تم وضع عدة افتراضات لتوضيح استراتيجيات البكتيريا البرويليا برغدورفيرية في البقاء واستمرار عدواها في جسم المستضيف، وهي تتمثل فيما يلي:
- العزل المادي للبوريليا البرغدروفيرية في المناطق التي يصعب فيها وصول الجهاز المناعي والمضادات الحيوية، مثل الدماغ والجهاز العصبي المركزي.و هناك أدلة جديدة تطرح امكانية أن البوريليا البرغدروفيرية قد تستعمل نظامفيبرين الخاص بالمضيف لتخترق جدار  الدماغ.
- الاختراق الخلوي:

البوريليا بروغرديه بإمكانها غزو عدة أنواع من الخلايا ومن ضمنهت:البطانة الغشائية، الخلايا الليفية اليافعة، الخلايا اللمفاوية، الخلايا الأكولة كبيرة، الخلايا الكيراتينية، الغشاء الزليلي،  ومؤخراً الخلايا العصبية والخلايا الدبقة. عندما تختبئ في هذه الخلايا فإنها تقدر على تجنب الجهاز المناعي للمستضيف وبصورة متفاوتة قد تتمكن في بعض الأحيان من تجنب بعض المضادات الحيوية، مما يجعلها قادرة على البقاء في بعض المرات. مع هذا لا يُعرف حتى الآن ما إذا كانت هذه المشاهدات والتي كانت في المختبر وداخل خلايا مستزرعة مرتبطة باستمرارية العدوى بداء لايم، حيث أنه لا توجد سوا بلاغات قليلة عن وجود البوريليا داخل الخلايا في الحيوية.
- الأشكال المتغيرة تكون أجسام دائرية (أكياس، حبيبات، جبلة كرية).

تكوين الأشكال الدائرية لخلايا البرويليا برغدورفيرية، التي أحيانا تسمى بالجبلة الكرية، تكون إما
تفتقد لجدار خلوي أو لديها جدار خلوي تالف، وقد تم ملاحظتها في المختبر، وفي الحيوية، .في نموذج خارج الجسم الحي
واكتشف أن تحول هذه البكتيريا الحلزونية لهذا الشكل يتطلب طاقة مما يشير  إلى أن هذه الاشكال المتغيرة
ليست مجرد تدهور ومنتج نهائي لها بل هذه الأشكال المتغيرة لديها وظائف في البقاء والاستمرار.
وتشير بعض البيانات أن هذه الخلايا الدائرية معدية وخبيثة ولديها القدرة في البقاء على قيد الحياة
حتى في الظروف البيئية العسيرة، ويمكن أيضا إعادتها إلى شكلها الحلزوني في المختبر بمجرد
وضعها في ظروف مناسبة. لكن الخلايا الدائرية الناتجة من جسم مضاد مرتبط بالبروتينات B
السطحية الخاصة بالبرويليا برغدورفيرية تعد أنواع تالفة وميتة من البكتيريا ولا تمثل نموذج منفصل من الكائن.
مقارنة بالأشكال الحلزونية،  قامت الأشكال الدائرية من البرويليا برغدورفيرية بتقليص مساحة
السطح المعرض للمراقبة المناعية. ولديهم أيضا بروتينات سطحية مختلفة عن البرويليا برغدورفيرية
اللولبية. وقد أظهرت الجلبة الكرية البرغدورفيرية في المختبر أنها حساسة للأدوية المضادة للطفيليات
مثل: ميترونيدازول[76][94] وتينيدازول والهايدروكسيكلوروكوين، بينما البرويليا برغدورفيرية أظهرت عكس ذلك بعدم حساسيتها.
- الأختلاف في الأنتيجين (المستضد) والتعبير الجيني

 مثل
البوريليا التي تسبب الحمى الراجعة، البرويليا برغدورفيرية لديها القدرة أيضا على تنويع
بروتيناتها السطحية كردة فعل لهجوم مناعي. هذه القدرة مرتبطة بالتعقيد الجيني للبرويليا برغدورفيرية وطريقتها المختلفة بالتهرب من الجهاز المناعي لتنشئ عدوى مزمنة.
- كبح الجهاز المناعي

في
إصابة بالبرويليا برغدورفيرية تم رصد كلا من: كبت نظام المتممة (جزء من الجهاز المناعي
الفطري)، وتحفيز بروتين السيتوكين المضاد للالتهابات مثل الأنترلويكين 10
, وتشكيل المركبات
المناعية. وعلاوة على ذلك وجود المركبات المناعية يمكن أن يكون مشاركا في الحالات الحادة من
مرض سلبي المصل (يعطي تفاعل سلبي مع الاختبارات المصلية للدم والسائل الدماغي الشوكي).
وتظهر إحدى الدراسات لمرضى اللايم السلبي المصل أن لديهم أجسام مضادة مقيدة بهذه المركبات
المناعية. 

## اللقاحات
هناك لقاح يعتمد على بروتينات السطح LYMErix) OspA من شركة غلاكسو سميث) والذي رُخص للبالغين. ولكن الشركة المصنعة للقاح ازالته طوعاً من الأسواق عام 2002. ويجري التركيز حالياً على لقاحات تتطلب تكراراً أقل للجرعات وتقدم حماية طويلة الأمد.
أيضاً الاهتمام يزداد باللقاحات التي تستهف القراد الناقل لداء لايم وبالتحديد مكونات لعاب القراد التي تغطي البكتيريا. وتوفر هذه الطريقة حمايةً ضد عدة عوامل ممرضة بلقاح واحد.
حالياً يتم اطوير لقاحات فعالة لمرض لايم، لكن التجارب السابقة مع لقاح
(LYMErix)
توحي بأن إيصال مثل هذه اللقاحات للأسواق سيكون تحدياً كبيراً.